# 박현민
박현민은 대한민국의 우리는 속옷도 생겼고 여자도 늘었다네의 기타리스트. 현재 n i n a i a n이라는 이름의 솔로 프로젝트로 활동 중이다.

## 발매 앨범
- For A Little Cruise(정규 1집)